# Acromycter atlanticus
Acromycter atlanticus är en fiskart som beskrevs av Smith, 1989. Acromycter atlanticus ingår i släktet Acromycter och familjen havsålar. Inga underarter finns listade i Catalogue of Life.